# عدنان كريم
عدنان كريم (1963 -) هو مغني كردي عراقي.

## حياته ونشأته
ولد عدنان كريم في مدينة كركوك سنة 1963 وقد هاجر إلى السويد سنة 1992 وهو مقيم في مدينة ابسالا.
جاء من عائلة فقيرة لكن العائلة فعلت كل شيء لضمان تعليم جيد لأطفالهم.
أجبرت الأنظمة السياسية الحاكمة الأسرة الرحيل واللجوء إلى مدينة السليمانية شمال كردستان العراق.
واصلت عدنان المسار التعليمي له في السليمانية وتخرج كفنان.
نما عدنان مع عائلته في بيئة غنية بالثقافة، وفي أوائل سنواته في سن المراهقة له أحب الموسيقى التقليدية لكردستان والروايات والقصص الشعبية. يعود أول أداء رسمي له كفنان موسيقي إلى عام 1979.

## مسيرته
الأكراد يحبون موسيقاه كونه يحمل جذور الأصالة للموسيقى الكردية التقليدية. صوته الفعال وحسه العميق يعطي الجماهير الشعور بكل كلمة يتلفظه، هو وموسيقاه محل تقدير عبر القارتين الأسيوية والأوروبية.
صوته اللين والعميق الذي يرافقه الآلات الموسيقية الشرقية، التي لديها جذورا في الموسيقى الكردية يقود المستمع إلى الإثراء الروحي.
بسبب هجوم صدام حسين بالأسلحة الكيميائية، وقتل الألاف من قبل تلك النظام، رحل عدنان كريم إلى السويد في عام 1992 للحصول على حياة حرة. وفي الوقت نفسه واصلت عدنان موسيقاه والأنشطة الفنية. خلال الفترة التي قضاها في السويد التحق بالعديد من الدورات الفنية من أجل تطوير موهبته الخاصة.
يستخدم عدنان كريم الشعر الكلاسيكي الكردي الذي يمتد تاريخه إلى القرن 17. لشعراء المعروفين مثل: مولوي، محوي، نالي، سالم. و يغني باللهجات الكردية المختلفة مع العلم بالعروض الشعري، وذلك سببا لجذب المستمعين من أنحاء كوردستان، حيث يضع الفنان ألحانه بنفسه لأغانيه.

## أعماله[3]
لديه الكثير من النتاجات الغنائية خلال سنوات مشواره الفني منه
بيرتان ئة كة م
شة وي يلدا، (ليلة طويلة) CD 1996.
(وداع) CD 1999.
(الهمس من الرياح) CD 2002.
الحفل CD 2002.
شلال العشق CD 2005.
هذه الليلة 2006 cd.
وفايي 2010 cd.
خاتون 2011 cd.
الكأس الزهري 2012 cd.

## روابط خارجية
- عدنان كريم على موقع ميوزك برينز (الإنجليزية)
- عدنان كريم على موقع ديسكوغز (الإنجليزية)